# Massaliasuchus
Massaliasuchus — це вимерлий моновидовий рід аллодапозухових євсухійських крокодилоподібних, відомий зі скам’янілостей, знайдених у породах верхньої крейди сантонського–кампанського віку на південному сході Франції.

## Систематика
Massaliasuchus був вперше описаний у 1869 році Філіпом Матероном як Crocodilus affuvelensis на основі останків, включаючи кістки черепа. Нова назва роду була дана йому в 2008 році Джеремі Мартіном і Еріком Баффото. Massaliasuchus вважався спорідненим з ранніми алігатороїдами. Його назва означає «Марсельський крокодил».
Нещодавній кладистичний аналіз розміщує Massaliasuchus як члена Allodaposuchidae, клади базальних евсухіїв з пізньої крейди південної Європи. Рід можна відрізнити від Musturzabalsuchus за наявністю 15 альвеол у зубній частині. Однак Massaliasuchus зазвичай не входить у філогенетичний аналіз, оскільки він представлений лише матеріалом, що погано зберігся.